# Dżem
Dżem — польський блюз-рок гурт, створений 1973 року братами Адамом і Бено Отрембами і Павлом Берґером. Вважається одним з найпопулярніших гуртів в історії польської блюз-рок музики.
У грудні 1973 року до гурту приєднався вокаліст Ришард Рідель, а в 1978 році — гітарист Єжи Стичинський. У 1973–1979 роках діяльність колективу не була регулярною та аж до 1980 року мала аматорський статус. Після виступу на кількох фестивалях у Польщі (в т.ч. на фестивалі в Ярочині), а також закордонного концертного туру 1985 року, гурт видав дебютний студійний альбом — Cegła, котрий вважається одним з найвідоміших альбомів Dżem і історії польського року. Через рік вони видали концертний альбом Absolutely Live, записаний під час концерту в краківському театрі Krakowski Teatr Scena STU.
Назва гурту походить від англійського слова «jam» (джем-сейшн), яке має таку ж вимову, як і польське слово «dżem» (фруктовий джем). 1974 року перед одним з їхніх виступів організаторка концерту зробила помилку і написала «Dżem» замість «Jam». Після цього колектив почав використовувати саме таку назву.

## Члени гурту

### Сучасний склад
- Бено Отремба — бас-гітара, гітара, вокал (1973-до сьогодні)
- Адам Отремба — гітара, вокал (1973-до сьогодні)
- Єжи Стичинський — гітараs (1979-до сьогодні)
- Збіґнєв Щербінські — барабани (1992-до сьогодні)
- Мацей Бальцар — вокал, губна гармоніка, тамбурин (2001-до сьогодні)
- Януш Божуцкі — клавішні, орган Хаммонда (2005-до сьогодні)

### Колишні члени гурту
- Ришард Рідель — вокаліст, губна гармоніка (1973–1994), помер 1994 року
- Павел Берґер — клавішні, орган Хаммонда, вокал (1973–2005)
- Яцек Девудзкі — вокал (1995–2001)
- Міхал Ґєрцушкєвіч — барабани (1981–1986)
- Марек Каплон — барабани (1986–1991)
- Єжи Пйотровські — барабани (1991–1992)

## Дискографія

### Студійні альбоми
- 1985: Cegła
- 1987: Zemsta nietoperzy
- 1988: Numero uno (разом з Тадеушом Налєпою])
- 1989: Najemnik
- 1989: The Band Plays On… (instrumental)
- 1990: Dżem session 1
- 1991: Detox
- 1993: Ciśnienie (разом зі Славком Вєжхольським)
- 1993: 14. urodziny
- 1993: Autsajder
- 1994: Akustycznie
- 1994: Akustycznie — suplement
- 1995: Kilka zdartych płyt
- 1997: Pod wiatr
- 2000: Być albo mieć
- 2004: 2004
- 2010: Muza

### Живі альбоми
- 1985: Dzień, w którym pękło niebo
- 1986: Absolutely Live
- 1988: Lunatycy, czyli tzw. przeboje całkiem live
- 1993: Wehikuł czasu — Spodek ‘92
- 1995: List do M. na 12 głosów
- 1999: Dżem w operze, cz. 1 i 2
- 2007: Pamięci Pawła Bergera
- 2007: Tadeusz Nalepa i Dżem: Rawa Blues 1987

### Збірки
- 1989: Urodziny
- 1992: The Singles
- 2004: Złoty paw
- 2007: Dżem — przebojowa kolekcja «Dziennika»
- 2007: Dżem, część 2 — przebojowa kolekcja «Dziennika»
- 2008: W hołdzie Tadeuszowi Nalepie

### Саундтреки
- 2000: To ja, złodziej
- 2005: Skazany na bluesa

### Відеографія
- 1994: Dżem (документальний фільм)
- 1994: Sen o Victorii (документальний фільм)
- 1999: Dżem w operze (концерт)
- 2004: Przystanek Woodstock 2003 (концерт)
- 2005: Przystanek Woodstock 2004 (концерт)
- 2004: Się macie, ludzie! (неавторизований документальний фільм)
- 2005: Skazany na bluesa (промо-матеріали фільму)
- 2006: Skazany na bluesa (фільм)
- 2006: Przystanek Woodstock 2003 i 2004 (концерт, колекція)

## Зовнішні посилання
- Офіційна сторінка гурту [Архівовано 4 серпня 2012 у Wayback Machine.]

| Валторна | Це незавершена стаття про музичний колектив. Ви можете допомогти проєкту, виправивши або дописавши її. |